# Roman Řehounek
Roman Řehounek (* 27. November 1961 in Pardubice) ist ein ehemaliger tschechoslowakischer Radrennfahrer und Weltmeister im Radsport.

## Sportliche Laufbahn
Řehounek war Bahnradfahrer. 1985 gewann er bei den UCI-Bahn-Weltmeisterschaften mit seinem Partner Vítězslav Vobořil den Titel im Tandemrennen. 1986 konnten beide den Titel verteidigen.
1985, 1986 und 1987 gewann er den nationalen Titel im Tandemrennen mit Řehounek. 1985 wurde er Vize-Meister im 1000-Meter-Zeitfahren, 1986 kam er auf den 3. Rang. 1986 wurde Řehounek Dritter der Meisterschaft im Sprint.